# 逃した魚たち〜シングル・ビデオコレクション〜
「逃した魚たち〜シングル・ビデオコレクション〜」（のがしたさかなたち〜シングル・ビデオコレクション〜）は、AKB48がデフスターレコーズに所属していた時の楽曲を収録したミュージック・ビデオ集、DVDである。
同DVDは2010年7月14日にデフスターレコーズから発売された。同時に2008年1月1日に発売していた『SET LIST〜グレイテストソングス 2006-2007〜』のリメイク版で、未収録曲2曲と新曲2曲を新たに収録した『SET LIST〜グレイテストソングス〜完全盤』も同時にリリースした。

## 概要
完全生産限定盤と通常盤での発売。通常版はミュージック・ビデオとTV SPOTのみを収録。完全生産限定盤は通常版ディスクに加え、メイキング映像ディスク、振り付け映像・コメンタリー映像の特典ディスクを加えた3枚組で発売。完全生産限定盤は3方向背BOX仕様。ジャケットは通常版がPVの一部カットを多数載せたジャケットで、限定盤がメンバー10人が載ったジャケットである。このDVDは、デフスターレコーズ時のシングル「会いたかった」から「桜の花びらたち2008」、インディーズシングル「桜の花びらたち」と「スカート、ひらり」を収録している。
2010年7月当時在籍していた3期以前のメンバー（SDN48へ移籍したメンバー含む）。メンバーは全員、魚の被り物をしている。
「桜の花びらたち2008」のPVは、本来10分ほどの内容を今作ではおよそ6分くらいにして収録されている。Disc3に収録されている、ミュージック・ビデオ・コメンタリーと記載されており、メンバーがメイキング映像を見ながらコメンタリーを行うという内容。
タイトルの「逃した魚たち」とは、AKB48がキングレコードのパーソナルレーベルYou, Be Cool!に移籍後、人気が鰻上りになったことによる「逃した魚は大きかった」から。

## メンバー
(太字は完全生産限定盤のジャケットに写っているメンバー)
- チームA：多田愛佳、 片山陽加、 小嶋陽菜、 篠田麻里子、 高橋みなみ、 仲川遥香、 仲谷明香、 前田敦子、 松原夏海
- チームK：秋元才加、 板野友美、 梅田彩佳、 大島優子、 小野恵令奈、 菊地あやか、 田名部生来、 峯岸みなみ、 宮澤佐江、 米沢瑠美
- チームB：奥真奈美、 河西智美、 柏木由紀、 小林香菜、 佐藤夏希、 平嶋夏海、 増田有華、 渡辺麻友
- SDN48：浦野一美、 大堀恵、 佐藤由加理、 野呂佳代

### 会いたかった　マルチ・アングル振付映像
- チームA： 岩佐美咲、 倉持明日香、 中田ちさと、 前田亜美、 松原夏海
- チームK： 小野恵令奈、 藤江れいな、 松井咲子
- チームB： 石田晴香、 奥真奈美、 小林香菜、 佐藤亜美菜、 佐藤夏希、 佐藤すみれ、 鈴木まりや、 近野莉菜
- 研究生：石黒貴己、 竹内美宥、 森杏奈、 横山由依

### MUSIC VIDEOコメンタリー
- チームA：小嶋陽菜、高橋みなみ、前田敦子
- チームK：大島優子

## 収録内容

### Disc1
- - MUSIC VIDEO

1. 会いたかった
2. 制服が邪魔をする
3. 軽蔑していた愛情
4. BINGO!
5. 僕の太陽
6. 夕陽を見ているか?
7. ロマンス、イラネ
8. 桜の花びらたち2008
9. 桜の花びらたち
10. スカート、ひらり

- - TV SPOT-　15sec / 30sec

1. 会いたかった
2. 制服が邪魔をする
3. 軽蔑していた愛情
4. BINGO!
5. 僕の太陽
6. 夕陽を見ているか?
7. ロマンス、イラネ
8. 桜の花びらたち2008

### Disc2 (完全生産限定盤のみ)
- -MUSIC VIDEOメイキング映像

1. AKB48 History
2. 会いたかった(初収録)
3. 制服が邪魔をする
4. 軽蔑していた愛情
5. BINGO!
6. 僕の太陽
7. 夕陽を見ているか?
8. ロマンス、イラネ
9. 桜の花びらたち2008

### Disc3 (完全生産限定盤のみ)
1. 会いたかった　マルチ・アングル振付映像
2. MUSIC VIDEOコメンタリー

## 仕様
- 完全生産限定盤のみ特製BOX使用
- 完全生産限定盤のみ生写真1枚ランダム封入
- 全シングルポスター応募券封入